# City of Sherrill v. Oneida Indian Nation

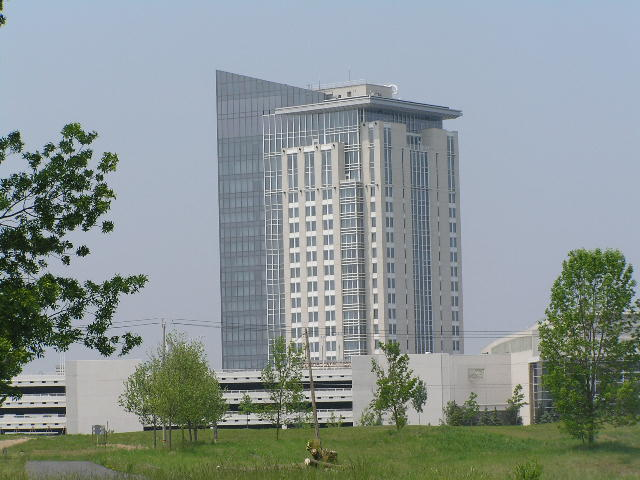
Trotz des Gerichtsverfahrens entwickelte sich der die Oneida Indian Nation zum größten Kasinobesitzer im Bundesstaat New York und zu einem der größten Arbeitgeber im nördlichen New York. Photo: Turning Stone Resort and Casino Hotel

Als City of Sherrill v. Oneida Indian Nation wird ein Gerichtsurteil des Obersten Gerichtshofs der Vereinigten Staaten bezeichnet. Am 11. Januar 2005 entschied das Gericht, dass Grundstücke, welche der Indianerstamm der Oneida – auch Oneida Indian Nation, kurz OIN – im Bundesstaat New York gekauft hatte, nicht Stammesgebiet im Rahmen der Gesetze darstellen. Der Stamm muss für seine Ländereien Steuern an die Stadt (City) bezahlen, wenn sich diese Grundstücke auf dem Gebiet der Stadt Sherrill befinden. Auch Einkommensteuern und andere Steuern müssen an die Stadt, das County, den Bundesstaat und die Bundesregierung entrichtet werden. Der Stamm besitzt keinerlei Souveränität über diese Gebiete. Durch das Grundsatzurteil wurden die Verhältnisse, welche nach der Entdeckung Amerikas eintraten, zementiert. Das Urteil stellt einen herben Rückschlag der nordamerikanischen Ureinwohner auf ihr Recht auf Tribal sovereignty dar. Die Lage würde sich nur dann ändern, wenn der Stamm die gekauften Gebiete an das Bureau of Indian Affairs, kurz BIA, eine Abteilung des Innenministeriums, abtreten würde, da nach geltender Gesetzeslage Stammesgebiete Eigentum der Vereinigten Staaten sein müssten, damit der Stamm Souveränität über diese Gebiete beanspruchen könnte.

## Name
Der Name leitet sich von der Stadt Sherrill ab, welche sich in Upstate New York befindet. Bei den Oneida handelt es sich um einen Indianerstamm, welcher vor der Eroberung des Gebietes durch weiße Siedler in diesem Gebiet gelebt hatte. Der Stamm kaufte in den Jahren 1997 und 1998 verschiedene Grundstücke auf der Gemarkung der Stadt Sherrill zurück und beanspruchte Souveränität über diese Gebiete. Der Stamm und deren Bewohner weigerten sich, Steuern an die Stadt zu bezahlen.

## Hintergrund
Die Osage Indianer besaßen ursprünglich ein großes Gebiet im heutigen Bundesstaat New York. Die Dörfer der Oneida lagen im 17. Jahrhundert im Einzugsbereich des Oneida Creeks, der in den Oneida Lake mündet. Das Stammesgebiet umfasste ursprünglich 6.000.000 Acres Land im Bundesstaat New York. Das entspricht 24.000 km². Der Stamm schloss Verträge mit den jungen Vereinigten Staaten ab, welche die Rechte des Stammes garantierten (Vertrag von Fort Stanwix im Jahr 1784, der Vertrag von Fort Halmar im Jahr 1789 und der Vertrag von Canandaigua im Jahre 1794.) Die Verträge legten auch fest, dass nur die Bundesregierung Ländereien von den Oneida kaufen konnten. Nur der US-Kongress war per Gesetz autorisiert, Verkäufe von Stammesgebiet in die Wege zu leiten. Trotz diesen eindeutigen rechtlichen Rahmenbedingungen zwang der Bundesstaat New York den Oneida-Indianerstamm immer mehr Land an den Bundesstaat abzutreten. In den nächsten 200 Jahren trat der Stamm schrittweise Gebiete an den Bundesstaat ab, nachdem er bereits 1788 20.000 km² an den Bundesstaat abgegeben hatte. Im Vertrag von Fort Schuyler wurden weitere Gebiete abgegeben. Der Stamm teilte sich in mehrere Gruppen. Eine Gruppe favorisierte, in den Bundesstaat Wisconsin auszuweichen. Andere favorisierten Ontario in Kanada. Zwischen 1823 und 1838 verließen die meisten Stammesmitglieder den Bundesstaat New York, nachdem sie weitere Ländereien an diesen verkauft hatten, obwohl der Bundesstaat New York gar nicht das Recht hatte, Stammesland aufzukaufen. Nur einige wenige hundert Stammesmitglieder verblieben in New York. Sie lebten verstreut zwischen weißen Siedlern. Der Stamm wurde aber nicht aufgelöst.
1920 besaß der Stamm nur noch eine Fläche von 0,13 km². Der Stamm diente im Prinzip zur Verteilung der Gelder, die aus den Verkäufen und Verträgen den Mitgliedern zustanden. In den Jahren 1997 und 1998 kaufte der Stamm von verschiedenen privaten Eigentümern 54 km² zurück. Dabei handelte es sich nicht um eine zusammenhängende Fläche. Mehrere dieser Grundstücke befinden sich auf dem Gebiet der Stadt Sherrill. Die Stadt forderte vom Stamm Grundsteuern. Der Stamm weigerte sich, zu bezahlen und Stadt und Stamm gingen durch die Gerichtsinstanzen. Es war nicht das erste Mal, dass der Stamm gegen seine Geschichte gerichtlich vorging. 1974 musste sich der Oberste Gerichtshof im Verfahren Oneida Indian Nation of New York v. County of Oneida und 1985 im Verfahren County of Oneida v. Oneida Indian Nation of New York State mit den Verkäufen von Land der Oneida an den Bundesstaat New York und an Privatpersonen beschäftigen.

## Verfahren
Konkret ging es bei der Verhandlung um Grundstücke, welche der Stamm 1805 an eines seiner Mitglieder verkauft hatte. Der neue Eigentümer wiederum verkaufte die Flächen 1807 an Nicht-Stammesmitglieder. Der Stamm war also seit 1805 nicht mehr im Besitz der Grundstücke. Der Verkauf verstieß klar gegen den Vertrag von Canandaigua, welchen die Vereinigten Staaten mit dem Stamm 1794 geschlossen hatten. Aber er verstieß auch gegen den 1790 vom US-Kongress beschlossenen Nonintercourse Act, welcher bestimmte, dass ein solcher Verkauf vom Kongress genehmigt werden musste. Das Distrikt-Gericht der Vereinigten Staaten gab dem Stamm recht. Die Grundstücke unterlägen keiner Steuer. Auch das Revisionsgericht urteilte in diesem Sinne, da die Stadt in die Berufung gegangen war.

## Entscheidung
Obwohl der Oneida Indianerstamm 1985 vom selben Gericht recht bekommen hatte und die Verkäufe zum Beginn der Vereinigten Staaten klar gesetzeswidrig waren, ging es bei diesem Prozess um eine Entschädigung und nicht um Rückgabe von Land. Das Gebiet der Oneida wäre heute zu 99 % von nicht-Stammesmitgliedern bewohnt und diesen wäre nicht zuzumuten, mit Souveränitätsrechten des Stammes auf die betroffenen Grundstücke zu leben. Auch hätte der Stamm wenig gegen diese Verkäufe unternommen. Erst 1970 wurde der Stamm aktiv und berief sich auf den Nonintercourse Act. Erst 1998 versuchte der Stamm Gebiete zurückzubekommen, indem er sie kaufte. Seit 200 Jahren übten der Bundesstaat New York und seine Counties Gewalt über die betroffenen Grundstücke aus. Dies sei nicht mehr umkehrbar. Hoheitsrechte eines Stammes über einen Flickenteppich von Gebieten würde zu Chaos führen und könnten nicht sinnvoll verwaltet werden.

## Konsequenzen
Der Oneida Stamm konnte nur seine Souveränität über seine Ländereien zurückerhalten, indem er die Grundstücke an die Vereinigten Staaten von Amerika übergab. Eine Übergabe beantragte der Stamm nach dem Prozess. Es dauerte 9 Jahre, bis das BIA die Grundstücke unter seine Verwaltung nahm. Der Staat New York und die Counties hatten Widerstand angekündigt. Dies geschah zum 30. Juni 2016. Prozesse gegen die Entscheidung sind 2020 noch anhängend. Durch die Übergabe war es möglich, Spielkasinos auf solchen Gebieten zu betreiben, obwohl der Staat New York diese eigentlich 2013 verboten hatte.